# Delahaye 14 CV

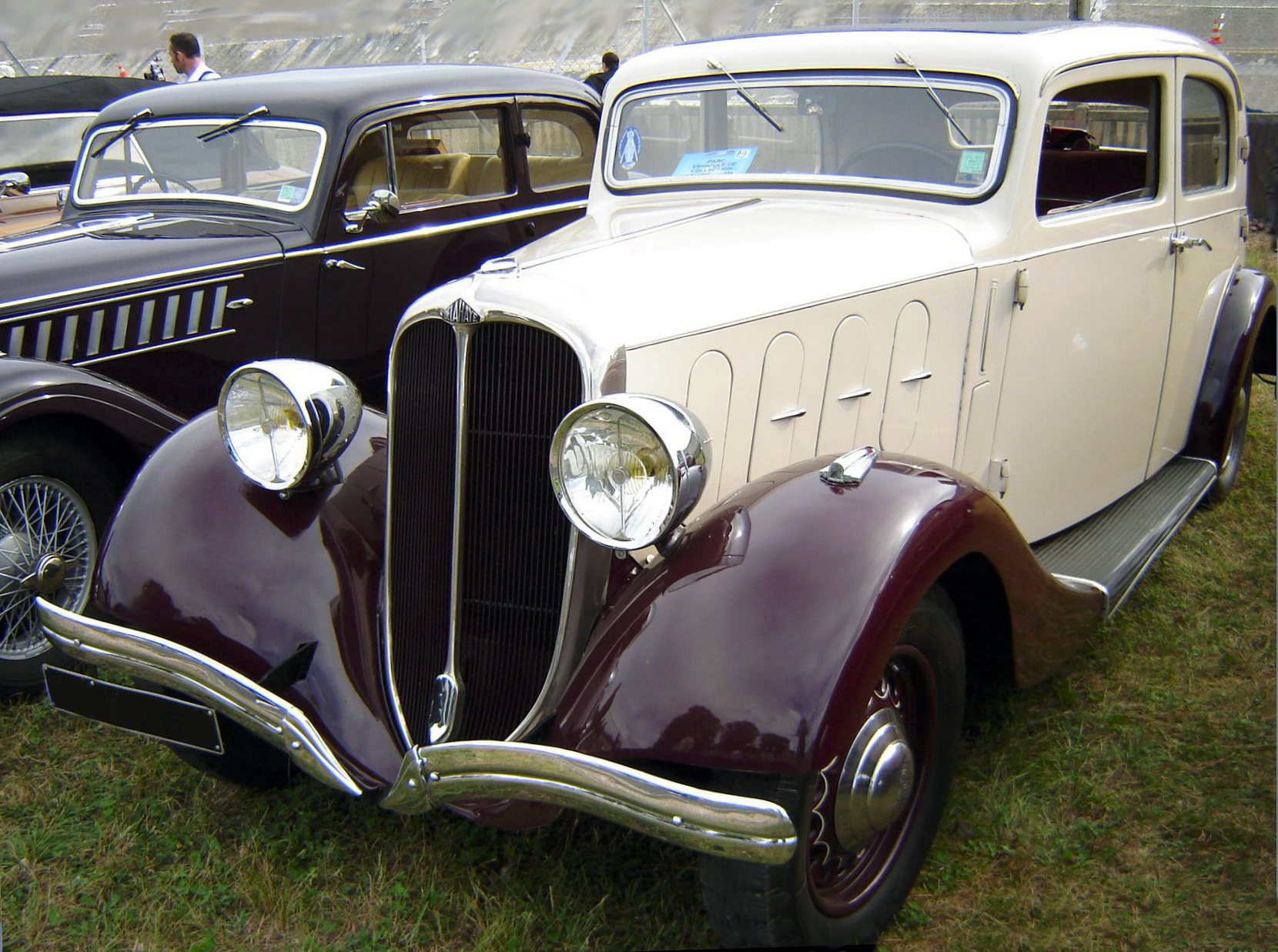
Delahaye Type 134

Der Delahaye 14 CV war eine Pkw-Modellreihe des französischen Automobilherstellers Delahaye. Dabei stand das CV für die Steuer-PS. Zu dieser Modellreihe gehörten: 
- Delahaye Type 108 (1928–1933)
- Delahaye Type 134 (1933–1946)